# Tỉnh Pomerania (1653–1815)
Tỉnh Pomerania (tiếng Đức: Provinz Pommern; tiếng Ba Lan: Prowincja Pomorze) là một đơn vị hành chính cấp tỉnh của Brandenburg-Phổ và sau là tỉnh của Vương quốc Phổ. Chiến tranh Ba Mươi Năm kết thúc với việc ký kết Hòa ước Westphalia vào năm 1648, các Tuyển đế hầu của Nhà Hohenzollern nhận được vùng đất Hậu Pomerania và lập nên tỉnh Pomerania. Năm 1657, Hiệp ước Bromberg được ký kết trong Chiến tranh phương Bắc lần thứ hai, các nhà cai trị Brandenburg-Phổ tiếp tục được nhận thêm các vùng đất Lauenburg và Bütow Land và Draheim, chúng đều được sáp nhập vào tỉnh Pomerania. Hiệp ước Saint-Germain-en-Laye (1679) đã mở rộng Pomerania đến hạ hưu sông Oder và sau này bao gồm cả Pomerania thuộc Thụy Điển ở phía Nam sông Peene. Tỉnh này được kế tục bởi Tỉnh Pomerania được thành lập vào năm 1815.
Tên Pomerania xuất phát từ tiếng Slavic "po more", có nghĩa là "Vùng đất dưới biển".